# São Mamede de Infesta

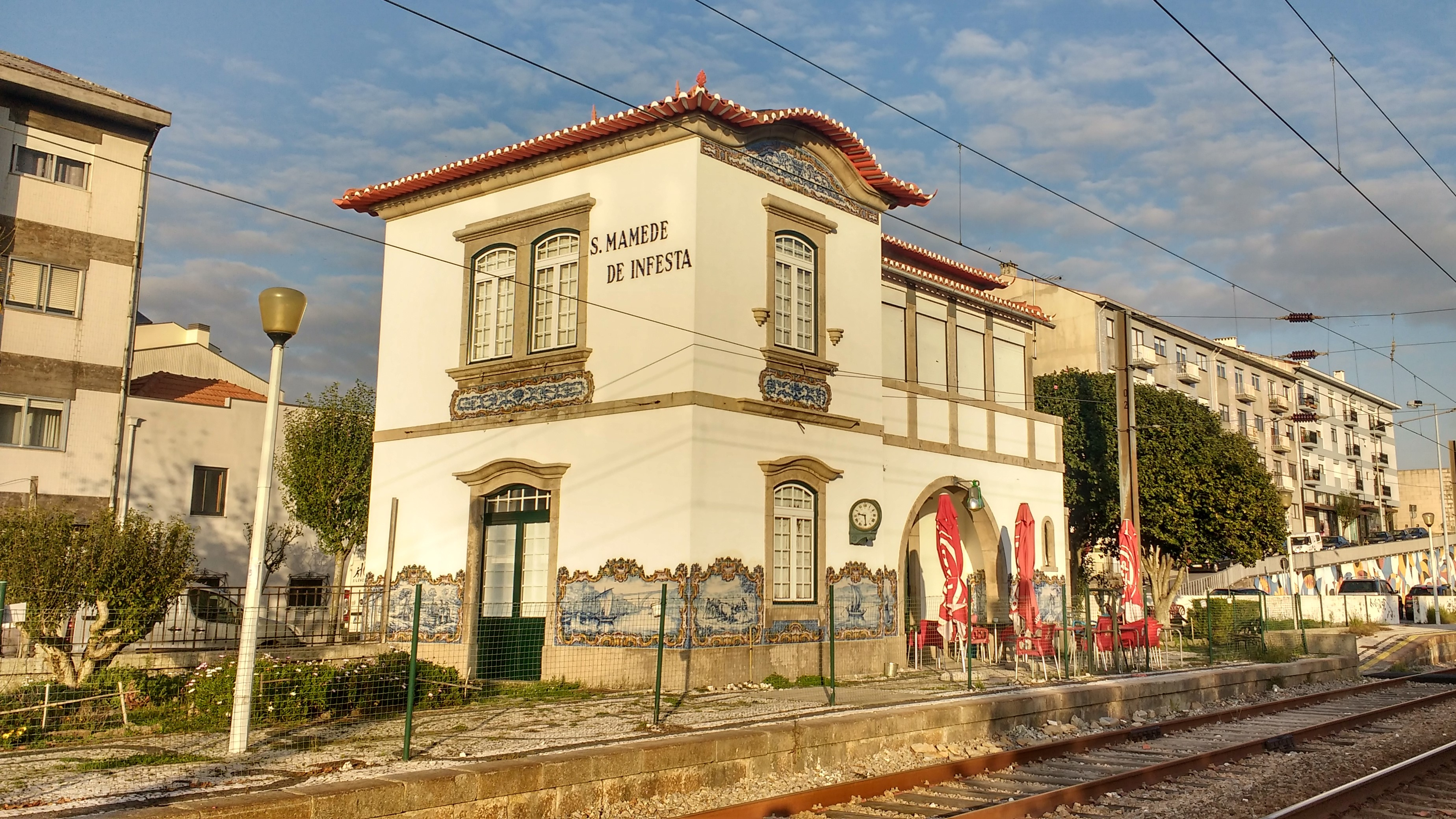
Gare de São Mamede de Infesta

São Mamede de Infesta était une freguesia du Portugal, dans la municipalité de Matosinhos, district de Porto. Sa superficie est de 5,21 km2 et elle compte 23 542 habitants en 2001. Sa densité quant à elle est de 4 518,6 hab/km2. Elle a été réunie en 2013 avec Senhora da Hora pour former la nouvelle freguesia União das freguesias de São Mamede de Infesta e Senhora da Hora